# Nakkur (Trungisvágur)
Nakkur (Trungisvágur) è un rilievo alto 547 metri sul mare situata sull'isola di Suðuroy, situata nell'arcipelago delle Isole Fær Øer, in Danimarca.